# Michael Ensign
Michael Ensign (* 13. Februar 1944 in Safford, Arizona, USA) ist ein britisch-amerikanischer Schauspieler.

## Leben
Geboren in Safford im US-Bundesstaat Arizona, wuchs Ensign sowohl in den Vereinigten Staaten als auch in Großbritannien auf. Seine Ausbildung als Schauspieler erhielt er an der renommierten London Academy of Music and Dramatic Art und arbeitete danach zehn Jahre auf den Bühnen Londons.
Als Mitglied der Royal Shakespeare Company (von 1972 bis 1975) war er Teil des Ensembles erfolgreicher Musicals und Theaterstücke, die unter anderem in Londons Theaterviertel West End aufgeführt wurden. Seine Karriere im Film begann er in den 1970er Jahren mit Nebenrollen in Filmen wie Assassin, 12 Uhr nachts – Midnight Express und Superman. Bis heute ist er in kommerziell erfolgreichen Filmen in Nebenrollen zu sehen.
Als Fernsehdarsteller machte er mit Auftritten in den Serien Boston Legal, Alias – Die Agentin und Akte X auf sich aufmerksam. Bekanntheit erlangte Ensign auch als Synchronsprecher für Videospiele, so leiht er der Figur des Dr. Nefarious Tropy in der Computerspielserie Crash Bandicoot seine Stimme.
Einer der Höhepunkte seiner Karriere war 1997 die Nebenrolle als Benjamin Guggenheim im Film Titanic.

## Filmografie (Auswahl)
- 1963: Of Heaven and Home (Kurzfilm)
- 1973: Assassin
- 1978: 12 Uhr nachts – Midnight Express (Midnight Express)
- 1978: Superman
- 1980: Die Schnüffler (Tenspeed and Brown Shoe, Fernsehserie, Folge 1x06)
- 1980: Hebt die Titanic (Raise the Titanic)
- 1981: The Greatest American Hero (Fernsehserie, Folge 1x08)
- 1981: Buddy Buddy
- 1981: M*A*S*H (Fernsehserie, Folge 10x09 Diener und Herren)
- 1981: The Gangster Chronicles (Miniserie, 13 Folgen)
- 1982: Nachtratten (Vice Squad)
- 1982: Benson (Fernsehserie, Folge 3x17)
- 1982: Pink Floyd – The Wall
- 1982: Jekyll und Hyde – Die schärfste Verwandlung aller Zeiten (Jekyll and Hyde... Together Again)
- 1982: Der hohe Preis der Karriere (Games Mother Never Taught You, Fernsehfilm)
- 1982: Ein Hauch von Glück (Six Weeks)
- 1982: Liebesgrüße aus dem Jenseits (Kiss Me Goodbye)
- 1983: Die Himmelhunde von Boragora (Tales of the Gold Monkey, Fernsehserie, Folge 1x13)
- 1983: Der Feuersturm (The Winds of War, Miniserie)
- 1983: Hart aber herzlich (Hart to Hart, Fernsehserie, Folge 4x18)
- 1983: WarGames – Kriegsspiele (WarGames)
- 1983: Frank Buck – Abenteuer in Malaysia (Bring ’Em Back Alive, Fernsehserie, 3 Folgen)
- 1983: Die Zeitreisenden (Voyagers!, Fernsehserie, Folge 1x20)
- 1983: Mr. Mom
- 1983: Ein Richter sieht rot (The Star Chamber)
- 1983: Hochzeit mit Hindernissen (The Man Who Wasn’t There)
- 1984: Ein Duke kommt selten allein (The Dukes of Hazzard, Fernsehserie, 2 Folgen)
- 1984: Herzbube mit zwei Damen (Three’s Company, Fernsehserie, Folge 8x18)
- 1984: Das A-Team (The A-Team, Fernsehserie, Folge 2x21)
- 1984: Chefarzt Dr. Westphall (St. Elsewhere, Fernsehserie, Folge 2x20)
- 1984: Ghostbusters – Die Geisterjäger (Ghostbusters)
- 1984: Solo für 2 (All of Me)
- 1984: Hotel (Fernsehserie, Folge 2x02)
- 1984: Das Gelübde zerbricht (Shattered Vows, Fernsehfilm)
- 1984: Hardcastle & McCormick (Hardcastle and McCormick, Fernsehserie, Folge 2x07)
- 1984: Mode, Models und Intrigen (Cover Up, Fernsehserie, Folge 1x07)
- 1984: T.V. – Total verrückt (The Ratings Game, Fernsehfilm)
- 1985: House – Das Horrorhaus (House)
- 1985: Cagney & Lacey (Fernsehserie, Folge 5x08)
- 1986: Das abenteuerliche Leben des John Charles Fremont (Dream West, Miniserie, 2 Folgen)
- 1986–1987: Falcon Crest (Fernsehserie, 4 Folgen)
- 1987: 21 Jump Street – Tatort Klassenzimmer (21 Jump Street, Fernsehserie, Folge 1x09)
- 1987: Die Schöne und das Biest (Beauty and the Beast, Fernsehserie, Folge 1x07)
- 1987–1989: MacGyver (Fernsehserie, 3 Folgen)
- 1988: Der Couch-Trip (The Couch Trip)
- 1988: Kampf gegen die Mafia (Wiseguy, Fernsehserie, Folge 1x15)
- 1988: Der Denver-Clan (Dynasty, Fernsehserie, 2 Folgen)
- 1988: Der Brady-Skandal (Inherit the Wind, Fernsehfilm)
- 1988: Daddy’s Cadillac (License to Drive)
- 1988: Ladykillers (Fernsehfilm)
- 1988: Mr. Belvedere (Fernsehserie, Folge 5x08)
- 1989: Doppeltes Spiel (Just Another Secret, Fernsehfilm)
- 1989–1991: Paradise – Ein Mann, ein Colt, vier Kinder (Guns of Paradise, Fernsehserie, 15 Folgen)
- 1989–1991: Matlock (Fernsehserie, 3 Folgen)
- 1990: Golden Girls (The Golden Girls, Fernsehserie, Folge 5x24)
- 1991: Raumschiff Enterprise – Das nächste Jahrhundert (Star Trek: The Next Generation, Fernsehserie, Folge 4x15 Erster Kontakt)
- 1991: Das Leben stinkt (Life Stinks)
- 1991: Wunderbare Jahre (The Wonder Years, Fernsehserie, Folge 5x06)
- 1991: L.A. Law – Staranwälte, Tricks, Prozesse (L.A. Law, Fernsehserie, Folge 6x07)
- 1992: Jake und McCabe – Durch dick und dünn (Jake and the Fatman, Fernsehserie, Folge 5x20)
- 1993: Raven (Fernsehserie, Folge 2x07)
- 1993: Born Yesterday – Blondinen küßt man nicht (Born Yesterday)
- 1993: Star Trek: Deep Space Nine (Fernsehserie, Folge 1x17 Persönlichkeiten)
- 1994: Dangerous Heart – Eine Affäre mit dem Tod (Dangerous Heart, Fernsehfilm)
- 1994: Perry Mason – McKenzie und der erpresserische Moderator (Perry Mason: The Case of the Lethal Lifestyle, Fernsehfilm)
- 1995: Kinder des Zorns III (Children of the Corn III: Urban Harvest)
- 1995: Wilder Zauber (Rough Magic)
- 1995: Murphy Brown (Fernsehserie, Folge 8x09 Ein neuer Agent muss her)
- 1995: Der Ruf des Engels (The Christmas Box, Fernsehfilm)
- 1995: Die Liebe muß verrückt sein (Can’t Hurry Love, Fernsehserie, Folge 1x12)
- 1996: Star Trek: Raumschiff Voyager (Star Trek: Voyager, Fernsehserie, Folge 3x05)
- 1997: Die Nanny (The Nanny, Fernsehserie, Folge 5x05)
- 1997: Titanic
- 1998: X-Factor: Das Unfassbare (Beyond Belief: Fact or Fiction, Fernsehserie, Folge 2x04)
- 1998: Chicago Hope – Endstation Hoffnung (Chicago Hope, Fernsehserie, Folge 4x21)
- 1998/1999: Friends (Fernsehserie, 2 Folgen)
- 1999: Hinterm Mond gleich links (3rd Rock from the Sun, Fernsehserie, Folge 4x16)
- 1999: Akte X – Die unheimlichen Fälle des FBI (The X-Files, Fernsehserie, 2 Folgen)
- 2000: Madame Felicitys Erben (Secrets of a Chambermaid)
- 2001: Diagnose: Mord (Diagnosis: Murder, Fernsehserie, Folge 8x15)
- 2001: Nicht noch ein Teenie-Film! (Not Another Teen Movie)
- 2002: Just Shoot Me – Redaktion durchgeknipst (Just Shoot Me!, Fernsehserie, Folge 6x18)
- 2002: Für alle Fälle Amy (Judging Amy, Fernsehserie, Folge 4x06)
- 2002: Solaris
- 2002: Geständnisse – Confessions of a Dangerous Mind (Confessions of a Dangerous Mind)
- 2002–2008: CSI: Vegas (CSI: Crime Scene Investigation, Fernsehserie, 3 Folgen)
- 2003: Star Trek: Enterprise (Fernsehserie, Folge 2x14)
- 2003: Haus über Kopf (Bringing Down the House)
- 2003: Down with Love – Zum Teufel mit der Liebe! (Down with Love)
- 2003: Seabiscuit – Mit dem Willen zum Erfolg (Seabiscuit)
- 2003: JAG – Im Auftrag der Ehre (JAG, Fernsehserie, Folge 9x08)
- 2004: Monk (Fernsehserie, Folge 2x15)
- 2004: The Drone Virus – Tödliche Computerviren (The Drone Virus)
- 2004–2008: Boston Legal (Fernsehserie, 10 Folgen)
- 2005: Alias – Die Agentin (Alias, Fernsehserie, Folge 4x15)
- 2006: 29 Reasons to Run
- 2008: Cold Case – Kein Opfer ist je vergessen (Cold Case, Fernsehserie, Folge 5x17)
- 2009: Big Love (Fernsehserie, Folge 3x09, Sprechrolle)
- 2011: Hannah Montana (Fernsehserie, Folge 4x12)
- 2012: Fast verheiratet (The Five-Year Engagement)
- 2014: Navy CIS (Navy NCIS, Fernsehserie, Folge 12x04)
- 2015/2017: Kirby Buckets (Fernsehserie, 2 Folgen)
- 2016: The Detour (Fernsehserie, Folge 1x03)
- 2018: Living Biblically (Fernsehserie, Folge 1x03)